# Stadion Olimpijski we Wrocławiu

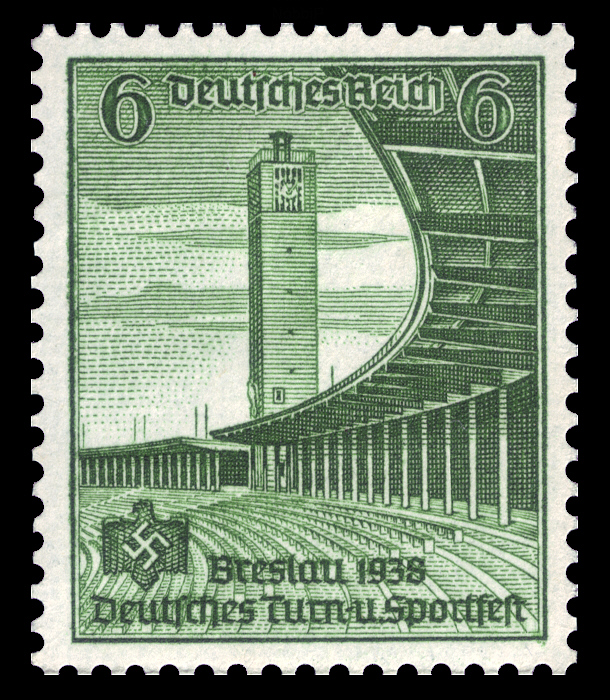
Stadion na niemieckim znaczku pocztowym

Stadion Olimpijski – wielofunkcyjny stadion we Wrocławiu, zbudowany w latach 1926–1928 według projektu niemieckiego architekta Richarda Konwiarza. Jest centralnym elementem kompleksu sportowego, mieszczącego się na wrocławskim osiedlu Zalesie.
Obecnie głównymi użytkownikami stadionu są klub żużlowy Sparta Wrocław oraz drużyna futbolu amerykańskiego Panthers Wrocław.

## Historia
Projekt stadionu powstał w latach 1924–1925. Stadion wbrew obecnej nazwie nadawał się do przedsięwzięć w nieco mniejszej niż Igrzyska Olimpijskie skali, np. w dniach 18–24 czerwca 1930 rozegrano tu III Igrzyska Niemieckie, istotny etap przygotowań reprezentacji Niemiec do igrzysk olimpijskich w Los Angeles. W 1937 odbył się tu XII Niemiecki Festiwal Pieśni, natomiast rok później – Niemiecki Festyn Gimnastyki i Sportu. Stadion został rozbudowany w latach 1935–1939.
Po II wojnie światowej odbudowany z dużych zniszczeń i rozbudowany. W lipcu 1948 otrzymał nazwę „Stadion Olimpijski im. gen. Karola Świerczewskiego”. Na początku lat 70. XX wieku prawo własności do stadionu przejęła od miasta AWF. W 1978 wybudowano wokół Stadionu Olimpijskiego cztery osiemdziesięciometrowe maszty oświetleniowe, dające na płycie głównej 2800 luksów; był to wówczas najjaśniej oświetlany stadion w Europie. W 1979 zainstalowano nowoczesne podgrzewanie murawy stadionu (jedyny wówczas w Polsce inny stadion z podgrzewaną płytą, w Rybniku, miał instalację bardzo mało efektywną, wymagającą uruchomienia kilka tygodni przed planowanym terminem zawodów).
W czerwcu 1991 stadion został wpisany na listę zabytków woj. dolnośląskiego pod nr A/4225/457/Wm.
10 kwietnia 2006 obiekty Stadionu Olimpijskiego zostały odkupione przez miasto od Akademii Wychowania Fizycznego. W 2010 tor żużlowy został wyremontowany. Dla uatrakcyjnienia zawodów zmieniono jego geometrię, skrócono z 378 do 352 metrów, poszerzono proste i łuki. Zrobiono to kosztem boiska piłkarskiego, które zostało zmniejszone i obecnie nie spełnia wymogów FIFA i UEFA do rozgrywania na nim oficjalnych meczów piłkarskich.
Na początku 2015 rozpoczęła się przebudowa stadionu w związku z organizacją The World Games 2017. Odnowione zostały trybuny, dodatkowo na zachodniej zbudowano nowe zadaszenie, drewniane ławki zostały zastąpione przez plastikowe krzesełka, odnowiono również stary zegar na wieży obiektu. 

## Nazwa
Schlesierkampfbahn im Sportpark Leerbeutel, Schlesier- und Jahnkampfbahn Architekt Richard Konwiarz, za projekt tego stadionu otrzymał brązowy medal olimpijski w kategorii architektura sportowa na olimpijskim konkursie sztuki i literatury w czasie igrzysk w Los Angeles w roku 1932.
W 1933 roku obiektowi nadano nazwę Stadion Hermanna Göringa. W 1938 roku Adolf Hitler odwiedził stadion podczas propagandowych zawodów sportowych.

## Obiekty kompleksu Stadionu Olimpijskiego
- Stadion główny z boiskiem do futbolu amerykańskiego, użytkowany przez drużynę Panthers Wrocław
- bieżnia stadionu głównego służy do rozgrywania zawodów żużlowych – stadion macierzysty WTS (Sparta) Wrocław
- boiska boczne
- korty tenisowe
- strzelnica
- basen kryty
- pływalnia odkryta (obiekt nieczynny)
- hala sportowa
- wielkie pole zlotowe („Pole Marsowe” – częściowo kemping)
- boisko do baseballu (pierwsze profesjonalne w Polsce)
- wrotkowisko (obiekt nieczynny)
- ring bokserski (obiekt nieczynny)
- tor regatowy (obiekt nieczynny)
- wieża spadochronowa (rozebrana w 1998 roku)[11].

## Dane techniczne stadionu głównego
- Liczba miejsc – przed modernizacją przeprowadzoną w latach 2015–2016 pojemność wynosiła 35 tysięcy (krzesełka, ławki, stojące); szacuje się, że na zawodach żużlowych Drużynowych Mistrzostw Świata 3 września 1961, kiedy sprzedano 50 tysięcy biletów, na stadion dostało się około 70 tysięcy ludzi. Od roku 2005 – ze względów bezpieczeństwa nie zezwalano na sprzedaż więcej niż 9400 biletów na mecze piłki nożnej. Stadion nie spełnia wymogów FIFA, UEFA, ani polskiej Ekstraklasy piłkarskiej. Po gruntownej przebudowie wewnętrznej części trybun przeprowadzonej w latach 2015–2016 stadion posiada 11 tysięcy miejsc siedzących w postaci krzesełek oraz 4 tysiące miejsc stojących[12][13]. W 2017 roku ilość miejsc siedzących zwiększono do 13 100, a w 2018 roku do 13655[14][15].
- Oświetlenie – Od chwili budowy w roku 1978 – 2800 luksów; później w wyniku wyeksploatowania zmniejszało się aż do ok. 1400 luksów. Po modernizacji w latach 2015–2016 na obniżonych masztach zamontowano system oświetlenia LED (uruchomiony w marcu 2017[16]).
- Podgrzewana płyta (urządzenia wyeksploatowane, nieczynne; ostatni raz użyte w czasie meczu piłkarskiego Polska – Norwegia w 1987).
- Na użytek zawodów żużlowych do końca 2009 roku:
  - długość toru – 387 m
  - szerokość toru
    - na prostej – 10 m
    - na łukach – 15 m

  - nawierzchnia toru – granitowa
  - rekord toru – 61 s (Tomasz Gollob, Stal Gorzów Wielkopolski)
- od 2010 roku:
  - długość toru – 356 m
  - szerokość toru
    - na prostej – 12 m
    - na łukach – 15 m

  - nawierzchnia toru – sjenitowa
  - rekord toru – 59,69 s (Tai Woffinden, WTS Wrocław 5 maja 2013)[17].
  - Remont obiektu
  - Rekord toru – Maksym Drabik 60,99 s (WTS Sparta Wrocław) (24.09.2017)
  - Rekord Toru – Tai Woffinden 60,06 s (WTS Sparta Wrocław) (16.08.2020)

## Międzynarodowe mecze piłkarskie
Na Stadionie Olimpijskim rozegrano łącznie 19 piłkarskich meczów międzypaństwowych. Przed rokiem 1945 w roli gospodarza występowała drużyna Niemiec, rozegrała ona łącznie pięć spotkań na tym stadionie. Pierwszą reprezentacją gości, która tu występowała, była narodowa jedenastka Norwegii. Jako druga swój mecz rozegrała narodowa reprezentacja Polski w dniu 15 września 1935. Do historii przeszedł mecz z Danią w roku 1937, kiedy to goście zostali rozgromieni wynikiem 8:0. Po tym spotkaniu skład zwycięskiej drużyny nazwany został Wrocławską Jedenastką. Ostatnie dwa mecze rozegrane zostały po wybuchu II wojny światowej. Po wojnie reprezentacja Polski rozegrała na wrocławskim stadionie łącznie czternaście oficjalnych spotkań, z czego cztery były to mecze eliminacyjne do mistrzostw Europy lub igrzysk olimpijskich, po raz ostatni z Portugalią 28 października 1983 r.
| Lp. | Data                 | Gospodarz        | – | Gość                      | Wynik |
| --- | -------------------- | ---------------- | - | ------------------------- | ----- |
| 1.  | 2 listopada 1930     | Rzesza Niemiecka | – | Norwegia                  | 1:1   |
| 2.  | 15 maja 1935         | III Rzesza       | – | Polska                    | 1:0   |
| 3.  | 16 maja 1937         | III Rzesza       | – | Dania                     | 8:0   |
| 4.  | 12 listopada 1939    | III Rzesza       | – | Protektorat Czech i Moraw | 4:4   |
| 5.  | 7 grudnia 1941       | III Rzesza       | – | Słowacja                  | 4:0   |
| 6.  | 14 maja 1950         | Polska           | – | Rumunia                   | 3:3   |
| 7.  | 10 maja 1953         | Polska           | – | Czechosłowacja            | 1:1   |
| 8.  | 26 sierpnia 1956     | Polska           | – | Bułgaria                  | 1:2   |
| 9.  | 21 czerwca 1959      | Polska           | – | Izrael                    | 7:2   |
| 10. | 22 października 1961 | Polska           | – | NRD                       | 3:1   |
| 11. | 18 maja 1966         | Polska           | – | Szwecja                   | 1:1   |
| 12. | 28 lipca 1967        | Polska           | – | ZSRR                      | 0:1   |
| 13. | 16 maja 1973         | Polska           | – | Irlandia                  | 2:0   |
| 14. | 7 września 1974      | Polska           | – | Francja                   | 0:2   |
| 15. | 12 listopada 1977    | Polska           | – | Szwecja                   | 2:1   |
| 16. | 15 listopada 1978    | Polska           | – | Szwajcaria                | 2:0   |
| 17. | 15 listopada 1981    | Polska           | – | Malta                     | 6:0   |
| 18. | 28 października 1983 | Polska           | – | Portugalia                | 0:1   |
| 19. | 24 marca 1987        | Polska           | – | Norwegia                  | 4:1   |

## Galeria

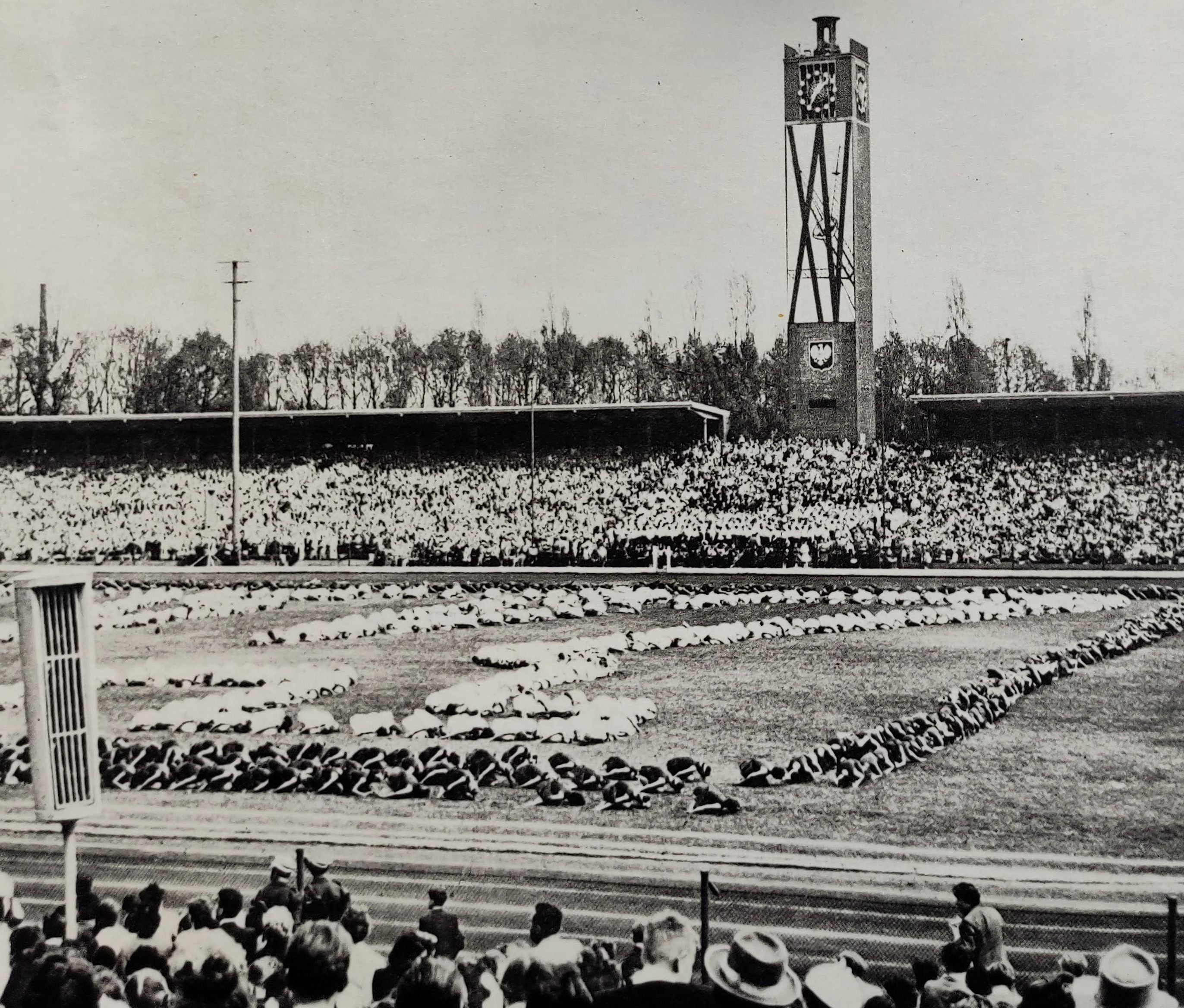
Stadion w latach 60.
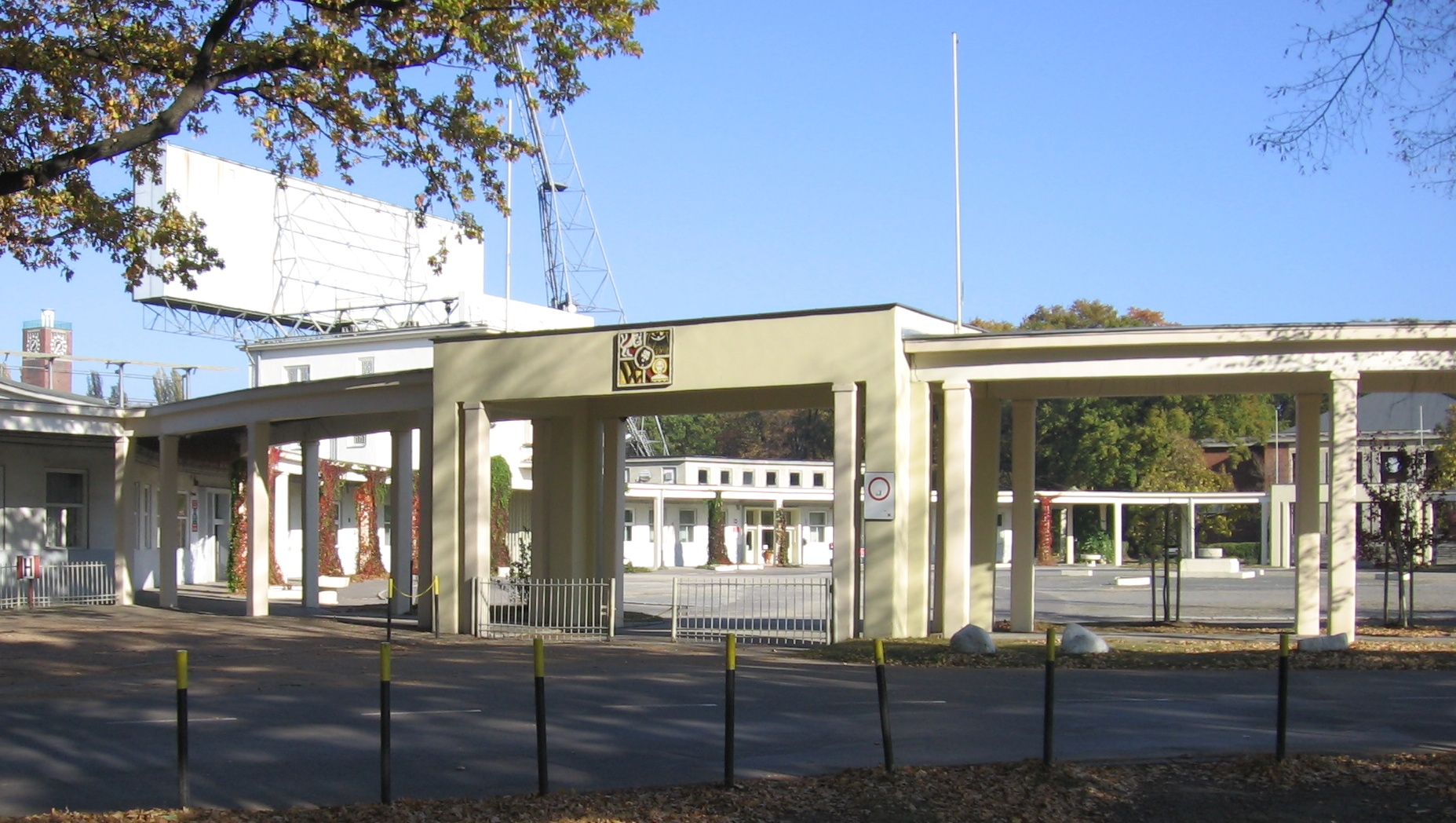
Główne wejście
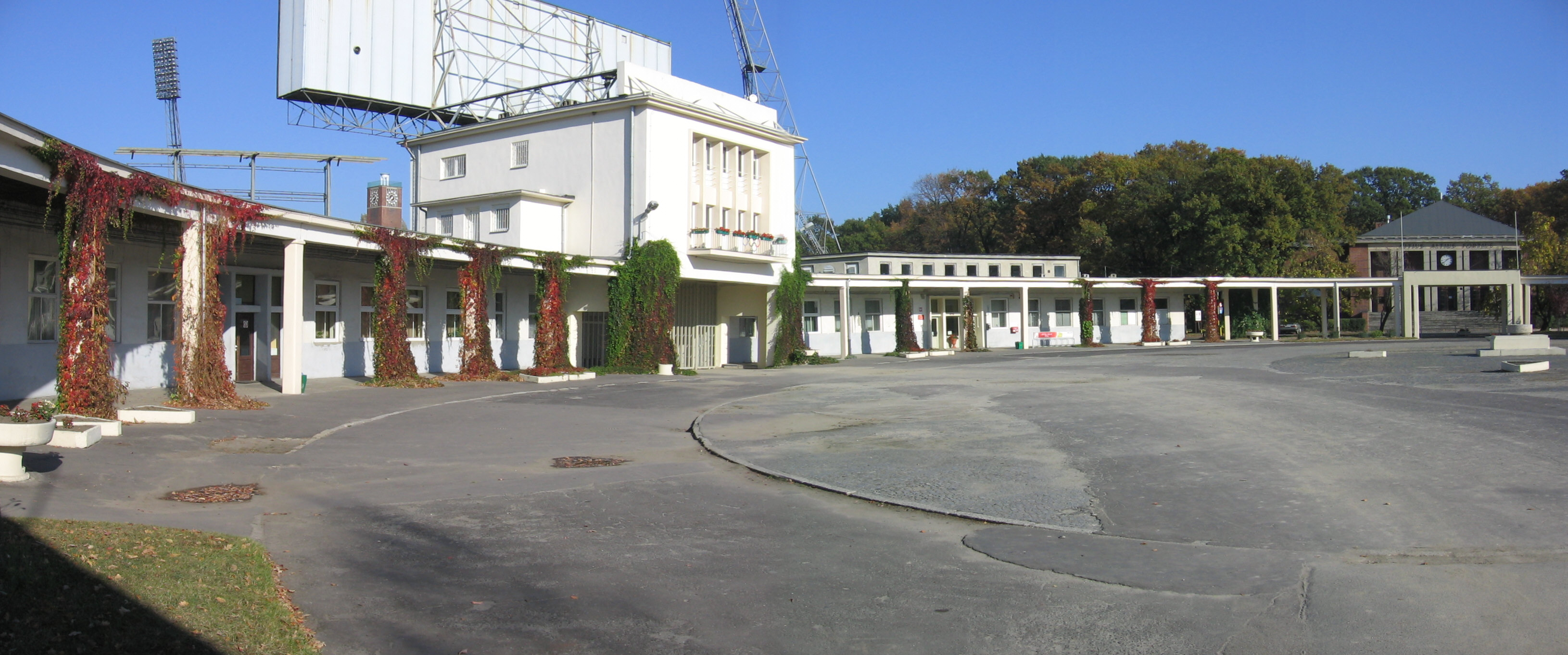
Plac przed bramą
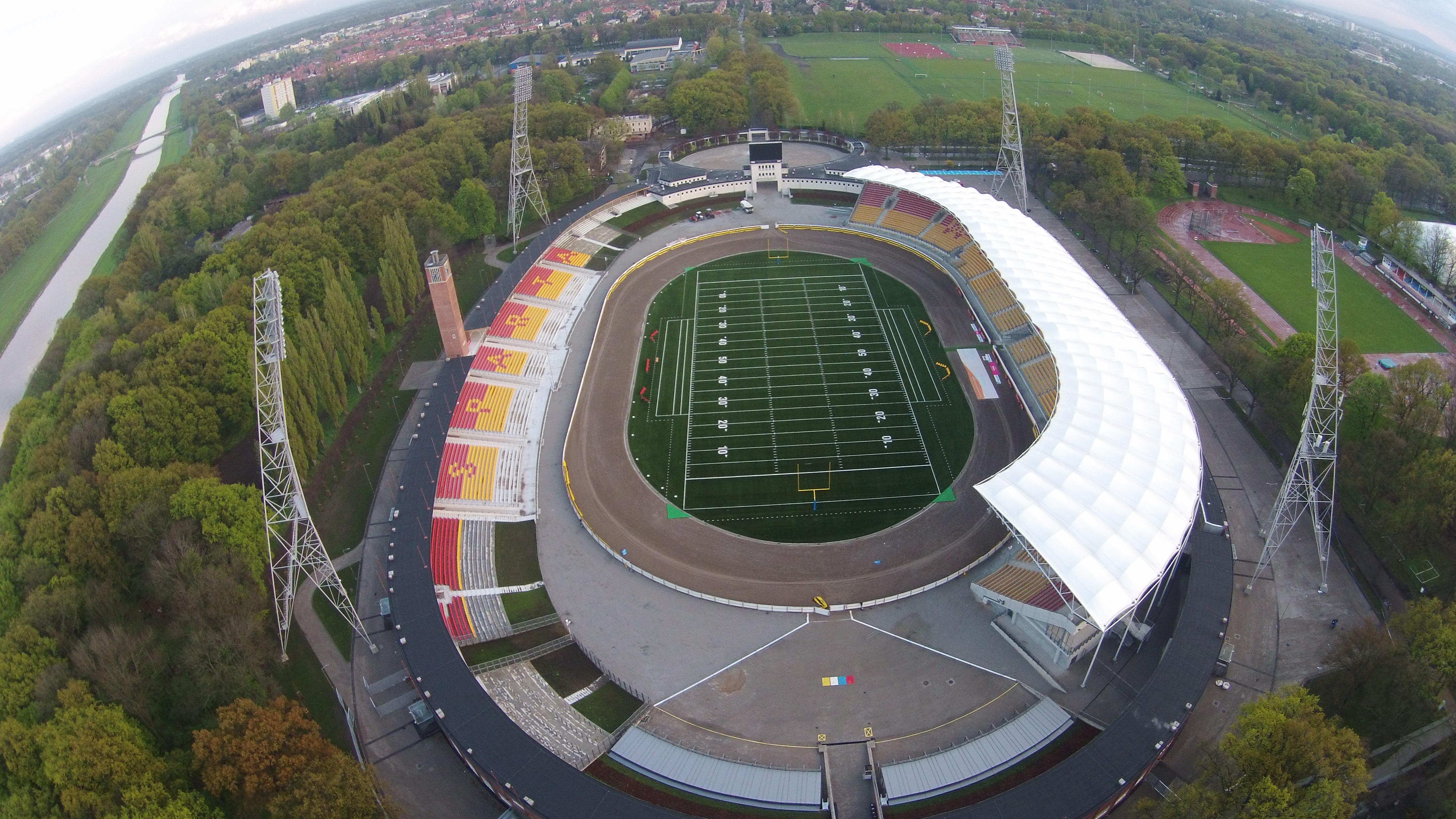
Stadion po remoncie